# Santa Teresa no Corso d’Italia (título cardinalício)
Santa Teresa no Corso d’Italia (em latim, S. Theresiae Virginis) é um título cardinalício instituído em 5 de maio de 1962 pelo Papa João XXIII, por meio da constituição apostólica Inter frequentissima. Sua igreja titular é Santa Teresa al Corso d'Italia.

## Titulares protetores
- Giovanni Panico (1962)
- Joseph-Marie-Eugène Martin (1965-1976)
- László Lékai (1976-1986)
- László Paskai, O.F.M. (1988-2015)
- Maurice Piat (2016-)